# Quirinus Kuhlmann

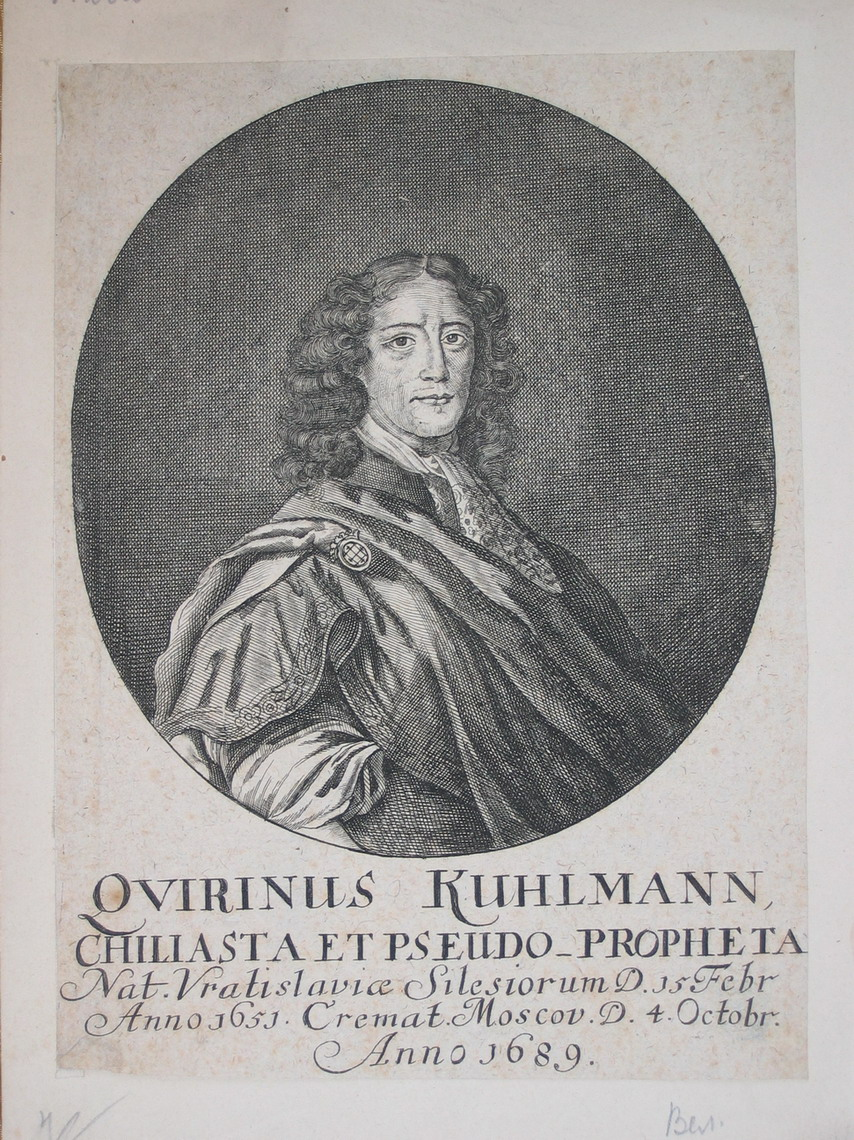
Quirinus Kuhlmann, genannt „Chiliast“ und „Falschprophet“.

Quirinus Kuhlmann, auch: Culmannus, Kühlmann, Kuhlman (* 25. Februar 1651 in Breslau; † 4. Oktober 1689 in Moskau) war ein deutscher Schriftsteller und Mystiker.

## Leben
Kuhlmann war der Sohn des Kaufmanns (Harnischmachers?) Quirinus Kuhlmann des Älteren und dessen Ehefrau Rosina, geborene Ludewig.
In seiner Vaterstadt Breslau besuchte er das Maria-Magdalenen-Gymnasium. Als kränkliches Kind, das zudem Probleme beim Sprechen hatte, verbrachte er viel Zeit in der wohlausgestatteten Stadtbibliothek. Aus dieser Zeit stammen seine ersten Werke. 1669 spielte er eine Frauenrolle in dem vom Gymnasium jährlich aufgeführten „Alexandrinischen Schauspiel“; dabei erkrankte er schwer; in diese Zeit fallen auch seine ersten Visionen. Für fünf Jahre glaubte er, zwei Engel an seiner Seite zu haben.
1670 veröffentlichte Kuhlmann seine Entsprossenen teutschen Palmen, ein fast ekstatisches Loblied auf die Fruchtbringende Gesellschaft. Der Pegnesische Blumenorden und mit ihm dessen Präsident Sigmund von Birken, den Kuhlmann verehrt, werden im Folgejahr mit seinen Himmlischen Libes-Küssen besungen. Aufgrund dieser Sammlung von Sonetten wurde er zum kaiserlichen Poeta laureatus erhoben und fand einen adligen Gönner.
Von 1670 bis 1673 studierte er Rechtswissenschaften in Jena. Weitere Gedichtbände sorgen dafür, dass sich sein Ruhm als Dichter weiter verbreitet. In dieser Zeit beschäftigte er sich aber auch sehr mit religiösen Fragen. Sein Frühwerk ist noch spürbar dem barocken Bildungsideal verhaftet. Mit der Jenaer Zeit beginnt aber auch sein Hauptwerk, Der Kühlpsalter.
Ab 1673 lebte er in Leiden. Dort wandelten sich seine Ansichten radikal. Unter dem Einfluss von Jacob Böhme schrieb er den Neubegeisterten Böhme und sagte bald dem Luthertum den Kampf an. Auch der Schwärmerkönig Johannes I. Johann Rothe hatte in dieser Zeit großen Einfluss auf Kuhlmann. Wegen seiner öffentlichen Auftritte wurde Kuhlmann aus Leiden ausgewiesen.
Kuhlmann ging nach Amsterdam zu Friedrich Breckling und Johann Georg Gichtel. Seine ersten missionarischen Versuche führten ihn im März 1677 nach Lübeck und Hamburg. Von dort ging es weiter nach London. Hier fand er bald einen kleinen Kreis gleichgesinnter Anhänger.
Indem er sich vom Luthertum abwandte, entwickelte er seine Lehre der „Kühlmonarchie“. Darin hatte er selbst die Funktion eines neuen Gottessohnes inne (Gott als „Kühlemann“ gegen die Höllenhitze des Teufels). Kuhlmanns Ziel war es, die verschiedenen Religionen zu vereinen und damit ein geistliches Reich zu schaffen. Visionäre wie Christoph Kotter, deren Visionen er auf sich selbst bezog, sollten darin als „Kühlfürsten“ figurieren. Ähnliche panreligiöse Überlegungen fanden sich in dieser Zeit generell zahlreich und im Speziellen bei Isaac Newton und Gottfried Wilhelm Leibniz, die sich damit aber nicht an die Öffentlichkeit trauten.
Anfang 1678 brach Kuhlmann nach Paris auf, um von dort weiter nach Konstantinopel zu fahren. Der türkische Sultan, dem Kuhlmann eine Ausgabe der Visionen-Kompilation Lux e tenebris von Johann Amos Comenius überreichen wollte, war abwesend und konnte ihn daher nicht empfangen. Unverrichteter Dinge musste Kuhlmann die Rückreise antreten.
Kuhlmann ging zurück nach London und heiratete 1682 die Ärztin (?) Mary Gould. Doch schon nach vierjähriger Ehe starb Mary, die von ihrem Ehemann „Maria Angelica“ (die Englische / Engelhafte) genannt wurde. Weitere Reisen führten Kuhlmann u. a. in die Schweiz, nach Troja und nach Berlin, eine Reise nach Jerusalem trat er an, um aber schon nach einer Woche zurückzukehren.
Wegen seiner zunehmenden Selbstvergötterung verlor er immer mehr den Rückhalt unter seinen Anhängern. Selbst sein langjähriger Mitstreiter Friedrich Breckling wandte sich nach und nach von ihm ab. Kuhlmann wartete nach dem Tod seiner Ehefrau, 1686, noch das obligate Trauerjahr ab. 1687 heiratete er Esther Michaelis. Mit ihr hatte er eine Tochter, die aber schon im Kindesalter starb.
1689 versuchte Kuhlmann noch einmal, seine Ideen zu verbreiten und machte sich auf, die Kirche des zaristischen Russlands zu missionieren. Nach ersten Predigten wurde er vom lutherischen Pastor Joachim Meincke denunziert. Das hatte zur Folge, dass Kuhlmann wegen Aufruhr verhaftet und auf grässliche Weise – man brannte ihm glühende Kreuze in den Rücken – gefoltert wurde. Auf Befehl des Patriarchen Joachim wurde er am 4. Oktober 1689 in Moskau öffentlich als Ketzer lebendig verbrannt.

## Werke
- Ausgewählte Dichtungen.  Potsdam: Hadern, 1923.
- Entsprossene Teutsche Palmen, hrsg. Robert L. Beare, in: Journal of English and Germanic Philology. Band 52, 1953, S. 346–371.
- Himmlische Libes-Küsse. hrsg. Birgit Biehl-Werner. Niemeyer, Tübingen 1971. (Repr. d. Ausg. Jena 1671)
- Kühlpsalter. hrsg. Robert L. Beare. Niemeyer, Tübingen 1971. (Repr. d. Ausg. Amsterdam 1684–86)
- Neubegeisterter Böhme. Literar. Verein, Stuttgart 1995. (Repr. d. Ausg. Leiden 1642)
- D. Funffzehn Gesänge. Bear Press, o. O., o. J. (Bayreuth 1992?). (Repr. d. Ausg. Amsterdam 1677)